# Long Island (Canada)
Long Island è il nome di diverse isole canadesi.

## Long Island

### Columbia Britannica
- Columbia Britannica (49°,28 N - 121°,83 O): isola situata nel lago Harrison (New Westminster).

### Baia di Frobisher
- Nunavut (63,72° N - 68,50° O)

### Baia di Fundy
- Nuovo Brunswick (44°,73 N - 66°,72 O).
- Nuovo Brunswick (45°,38 N - 66°,3 O).
- Nuova Scozia (44°,33 N - 66°,27 O): si trova a sud della penisola di Digby, all'imbocco della baia St. Marys. I suoi centri abitati principali sono Tiverton e Freeport. Nella baia di Fundy si riscontra la massima ampiezza delle maree sulla Terra: si arriva a metri 19,6.

### Baia di Hudson
- Nunavut (54°,86 N - 79°,42 O): è situata nella Baia di Hudson parallela alla costa, vicino alla punta Louis XIV, e separata dal continente dallo stretto Long Island Sound.

### Nuova Scozia
- Nuova Scozia (44°,68 N - 62°,9 O): è situata lungo la costa, tra Sheet Harbour e Dartmouth.

### Isola di Terranova (merid.)
- Terranova (47°,33" N - 54°,67 O): si trova nella Baia Placentia, all'imboccatura della Paradise Sound.
- Terranova (47°,5 N - 54°,1 O): nella Baia Placentia.
- Terranova (47°,65 N - 56°,0 O).

### Isola di Terranova (sett.)
- Terranova (48°,58 N - 53°,67 O): nella Baia Bonavista.
- Terranova (48°,83 N - 55°,5 O).
- Terranova (49°,43 N - 55°,31 O).
- Terranova (49°,6 N - 55°,7 O).

### Labrador
- Terranova (55°12'00" N - 59°42'00" O): nel Mare del Labrador, nei pressi della città di Makkovic.

### Lago Athabasca
- Saskatchewan (59°,27 N - 108°,86 O): nel lago Athabasca.